# Portsmouth NSY

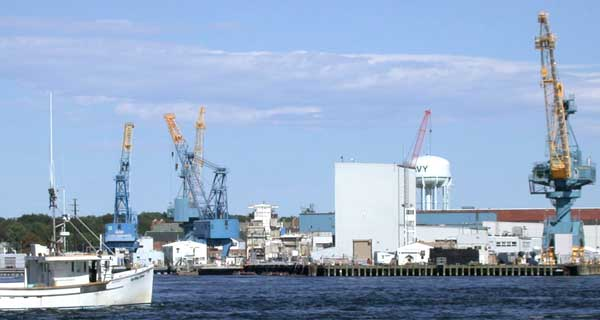
Военно-морская верфь Портсмут

Portsmouth NSY — военно-морская верфь «Портсмут» (англ. Portsmouth Naval Shipyard) — верфь военно-морских сил США, расположенная в городе Киттери на южной границе штата Мэн 43°04′44″ с. ш. 70°44′03″ з. д. в устье реки Пискатака на острове Сивейс. Используется для строительства и ремонта кораблей ВМФ. Этот объект иногда путают с верфью ВМС США «Норфолк» в Портсмуте, штат Виргиния.

## История
Учреждена 12 июня 1800 администрацией президента Джона Адамса. Военно-морская верфь Портсмут является старейшей непрерывно-действующей верфью в ВМС Соединенных Штатов. Расположена напротив города Портсмут, штат Нью-Гэмпшир на группе островов, называемых "Seavey's Island" на реке Piscataqua, чьё быстрое течение не позволяет в зимнее время льду заблокировать выход в Атлантический океан.
Район имеет давние традиции судостроения. Ещё со времен колониальных поселений, леса Нью-Гэмпшира и Мэна использовались для строительства деревянных лодок и кораблей. В 1690 году для Королевского флота Великобритании здесь был спущен на воду корабль HMS Falkland, ставший первым построенным в американских колониях. Во время революции, построенный здесь на острове Барсука в 1776 году «Raleigh», стал первым кораблем поднявшим американский флаг в бою.
Когда секретарь ВМС Бенджамин Стоддерт выбирал место для первой  федеральной верфи, он решил разместить её именно в Киттери, поскольку здесь поблизости была рабочая сила и богатые лесные ресурсы. Под строительства правительство выкупило остров Fernald за 5 500 долларов. Для защиты верфи старый форт McClary в заливе Портсмут был перестроен и переименован в форт "Constitution".
В ходе испано-американской войны 1898 года на базе содержались пленные испанцы. В 1905 году началось строительство на Портсмутской Морской тюрьмы получившей прозвище «Замок», в силу своего сходства со средневековым замком. Это была главная тюрьма военно-морских сил и морской пехоты. В ней в годы Второй мировой войны содержались многие немецкие подводники вплоть до закрытия тюрьмы в 1974 году.
В 1905 году на территории базы был подписан Портсмутский мирный договор, которым завершилась Русско-японская война. Заседания проходили в здании Генерального Хранилища (англ. General Stores Building), в настоящее время Здание Администрации (так называемое «здание № 86»). За организацию мирной конференции, президент Теодор Рузвельт был выдвинут в 1906 кандидатом на Нобелевскую премию мира.
Во время Первой мировой войны, завод приступил к строительству подводных лодок. L-8 была первой подлодкой, построенной на американской военно-морской верфи. База продолжала также проводить капитальный и текущий ремонт надводных кораблей. Количество гражданских лиц на верфи выросло до 5000 человек. Численность персонала в годы Второй мировой войны выросла почти до 25 000. На верфи было построено 70 подлодок. А в один из дней был установлен рекорд — спущено на воду четыре ПЛ.

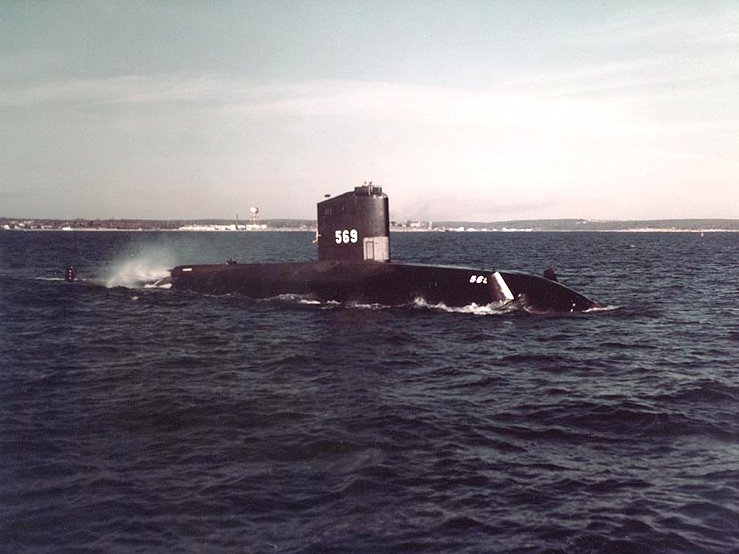
подводная лодка USS Albacore.

После окончания войны верфь стала центром военно-морского флота по разработке подводных лодок. В 1953 году на воду была спущена дизель-электрическая подводная лодка USS Альбакор, совершившая революцию в области подводного кораблестроения. В отличие от подводных лодок Второй мировой лодка корпус «Альбакора» был выполнен в виде тела вращения с минимальным количество выступающих частей (исключение составляла небольшая рубка). Все поперечные сечения средней части корпуса были сделаны максимально приближёнными к круглым. Конструкция лодки была настолько хороша, что с корпусом подобного вида стали строиться все лодки ВМС США и многих других стран. Родился термин «альбакоровский корпус». В настоящее время лодка является музеем в городе Портсмут и открыта для посещения туристами.
На верфи строились и атомные подводные лодки. Первой АПЛ построенной на Portsmouth NSY стала USS Swordfish, спущенная на воду в 1957 году. Последней подводной лодкой построенной на верфи стала USS Sand Lance, спущенная на воду 1969 году.
В 2005 году комитет BRAC (Base Realignment and Closure Committee) постановил закрыть базу к 2008 году. Сотрудники организовали акцию «Спасите нашу верфь» (англ. Save Our Shipyard, эквивалентное международному сигналу бедствия «SOS») с целью заставить Комитет пересмотреть своё решение. 24 августа 2005 года базу исключили из списка подлежащих закрытию. Сейчас верфь продолжает работу под своим девизом «От паруса к атомной энергии». . Предприятие проводит текущий и капитальный ремонт, перезарядку активной зоны и модернизационные работы.

## Список построенных кораблей

### АПЛ
| Бортовой номер | Название                        | Вид   | Тип                | Дата закладки | Дата спуска на воду | Дата вступления в строй |
| -------------- | ------------------------------- | ----- | ------------------ | ------------- | ------------------- | ----------------------- |
| 602            | USS Abraham Lincoln (SSBN-602)  | ПЛАРБ | «Джордж Вашингтон» | 1958.11.01    | 1960.05.14          | 1961.03.11              |
| 620            | USS John Adams (SSBN-620)       | ПЛАРБ | «Лафайет»          | 1961.05.19    | 1963.01.12          | 1964.05.12              |
| 636            | USS Nathanael Greene (SSBN-636) | ПЛАРБ | «Джеймс Мэдисон»   | 1962.05.21    | 1964.05.12          | 1964.12.19              |